# Gare de Vovtchansk
La gare de Vovtchansk (ukrainien :Вовчанськ (станція)) est une gare ferroviaire située en Ukraine dans le raïon de Tchouhouïv, oblast de Kharkiv.

## Histoire

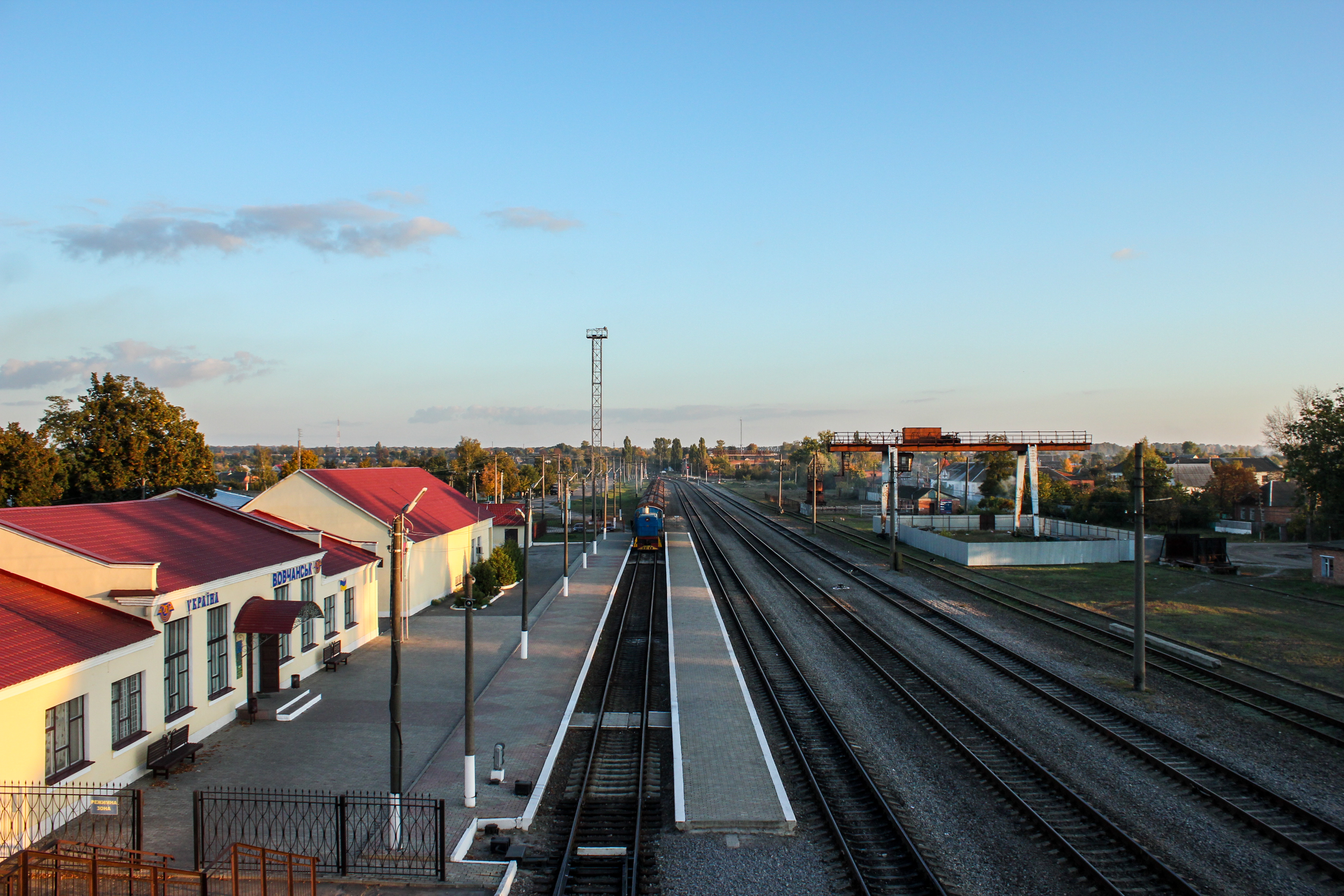
La gare et ses voies.

Elle est mise en service en 1896.